# Saint-Seine-en-Bâche
Saint-Seine-en-Bâche ist eine französische Gemeinde mit 407 Einwohnern (Stand: 1. Januar 2022) im Département Côte-d’Or in der Region Bourgogne-Franche-Comté. Sie gehört zum Kanton Brazey-en-Plaine und zum Arrondissement Beaune.
Saint-Seine-en-Bâche grenzt im Nordwesten an Les Maillys, im Nordosten an Flagey-lès-Auxonne, im Südosten an Champvans, im Süden an Samerey und im Südwesten an Laperrière-sur-Saône.
In der Gemeindegemarkung, drei Kilometer südlich von der Hauptsiedlung entfernt, liegt der Weiler Saint-François.

## Bevölkerungsentwicklung
| Jahr                       | 1962 | 1968 | 1975 | 1982 | 1990 | 1999 | 2008 | 2015 |
| -------------------------- | ---- | ---- | ---- | ---- | ---- | ---- | ---- | ---- |
| Einwohner                  | 200  | 202  | 167  | 171  | 186  | 232  | 278  | 382  |
| Quellen: Cassini und INSEE |      |      |      |      |      |      |      |      |